# Nordelta

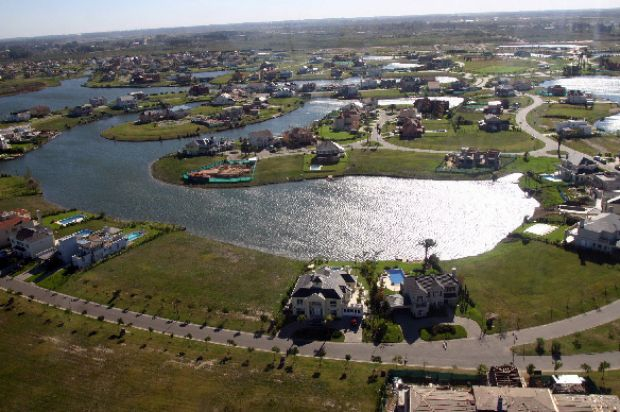

Nordelta est une résidence fermée se trouvant à Buenos aires dans le delta du Tigre.  
Nordelta est, depuis vingt ans, une résidence fermée, comme il en existe dans Buenos Aires et sa région. 

## Description
Une résidence fermée est une zone d’habitation exclusive, sous sécurité et destinée à l’élite économique du pays. Nordelta est l'une des plus emblématiques de Buenos aires. Elle abrite des écoles, un centre médical, des lieux de culte, un centre sportif et des zones de loisirs destinés à ses 40 000 habitants.
C'est une ville à l’intérieur d'une urbanisation semi-publique dont le promoteur est Eduardo Constantini. On y trouve des vigiles privés, qui garantissent la sécurité de la ville et de ses habitants. Elle comporte 18 quartiers protégés et segmentés en différents types de logements. 
On retrouve des entrées sur l'autoroute Panaméricaine et une importante route nationale. Il était prévu que 90 000 personnes puissent y vivre. 300 à 400 familles y sont installées mais la ville subit la dépression économique. Les quartiers sont segmenté et on trouve des quartiers d'élite, hébergeant des habitants à la recherche de sécurité et d'homogénéité sociale, de services publics et d'équipement collectifs de qualité. 